# Sulejów (województwo świętokrzyskie)
Sulejów – wieś w Polsce położona w województwie świętokrzyskim, w powiecie opatowskim, w gminie Tarłów.
W latach 1975–1998 miejscowość położona była w województwie tarnobrzeskim.

## Zabytki
Ruina spichlerza, prawdopodobnie z XIV w., wpisana do rejestru zabytków nieruchomych (nr rej.: A.570 z 3.10.1983).